# 鄭渾
鄭 渾（てい こん、生没年不詳）は、中国後漢末期から三国時代にかけての政治家。字は文公。司隷河南尹開封県の人。兄は鄭泰。子は鄭崇。『三国志』魏志「任蘇杜鄭倉伝」に伝がある。

## 生涯
兄の鄭泰が死去すると、遺児の鄭袤を連れて淮南に避難した。袁術から厚い賓礼を受けたが、鄭渾は袁術がいずれ必ず敗れると予想したという。当時、鄭泰と仲の良かった華歆が豫章太守であったので、長江を渡って華歆の元へ身を寄せた。その後曹操から招聘され、下蔡県令・邵陵県令などの地方の官職を歴任した。
邵陵県令であった時、邵陵県の民衆は剽軽な様子で殖産を放置していた。鄭渾は彼らの漁猟道具を没収し、農耕や養蚕、稲田の開墾に従事させた。さらに、堕胎禁止の法をより厳しくした。民衆は始め恐れていたが、生活は豊かになっていったので、育った男女の名前には「鄭」の字を付けることが多くなった。その後は丞相掾属となり、左馮翊に転任した。
建安17年（212年）、関中の軍閥である梁興が諸県を略奪していたので、鄭渾は「梁興らは散り散りになって山に逃げ込んでいる。彼らに従っている者は、ほとんどが脅されて従っているに過ぎない。今こそ降伏の道を広げ、恩信を示すべきで、守りに徹してはいけない」と述べ、官吏と民衆を討伐に動員して城郭を強化させ、賞罰を明らかにした。百姓たちは大喜びして賊を捕らえたがるようになり、多くの婦女と財を獲得した。梁興の軍は自ずと散り散りとなった。また、民の中から恩愛と信義がある者を遣わして降伏を呼びかけ、山から出て投降してくる者が相次いだ。各県の長官もそれぞれ元の職務に戻り、人々を安定させた。梁興は恐れをなして残党を集結させ、鄜城に立て籠もった。夏侯淵らの軍が救援に到着して梁興を攻撃すると、鄭渾も先陣を切って戦い、梁興らを討ち取った。
賊の靳富らが夏陽県令・邵陵県令を脅し、官民を手中に収めて磑山に立て籠もると、鄭渾は靳富らを撃破し、夏陽県令と邵陵県令を含む略奪された官民たちを解放し、取り戻した。
賊の趙青龍が左内史の程休を殺害して反乱を起こすと、鄭渾は軍を派遣して趙青龍を殺し、その首を晒した。前後して四千家余りが鄭渾に帰属し、山賊は全て平定された。このため、民は産業に集中することができた。その後は上党太守に転任した。
曹操が漢中を征伐する頃に、鄭渾は京兆尹に任命された。百姓が集まってきたばかりであったため、移住の法を制定して農作を奨励し、禁令を明確にして犯罪を防止した。賊徒は息をひそめたという。
大軍が漢中に入ると、兵糧を管理して功績第一となった。民衆に漢中を耕させたが、逃亡する者は無かった。曹操は益々気に入って、鄭渾を中央に召し出して丞相掾とした。
曹丕（文帝）が即位すると侍御史となり、騎馬都尉にも加えられ、陽平太守・沛郡太守に任命された。郡境は多湿で水害が発生し、民が飢えて困窮していた。鄭渾は官吏・民衆を率いて稲田を開発し、堤防の大工事を始め、これを一冬の間に完成させた。毎年収穫が多くなり租税も増えたので、民はその利益に頼った。彼らは石に鄭渾の功績を刻んで残し、建設した堤防を「鄭陂」と名付けた。
のちに山陽太守・魏郡太守に転任する。この地では、材木の欠乏に苦しんでいた民を楡や果樹を多く植えることで救済した。
このように多くの地で善政を敷き、曹叡（明帝）の時期には将作大匠まで昇進した。曹叡は詔勅を下して鄭渾の功績を天下に褒め称えた。
没年は史書に記載がない。ただし曹叡の時期に将作大匠に昇進したとあることから、黄初7年（226年）までは存命だった可能性がある。鄭渾の死後、子の鄭崇は郎中に任命された。
鄭渾は清廉で質素な生活を公務中も続けていたため、妻子は飢えと寒さに苦しむことを免れなかった。
小説『三国志演義』には登場しない。